# Cedry Wielkie

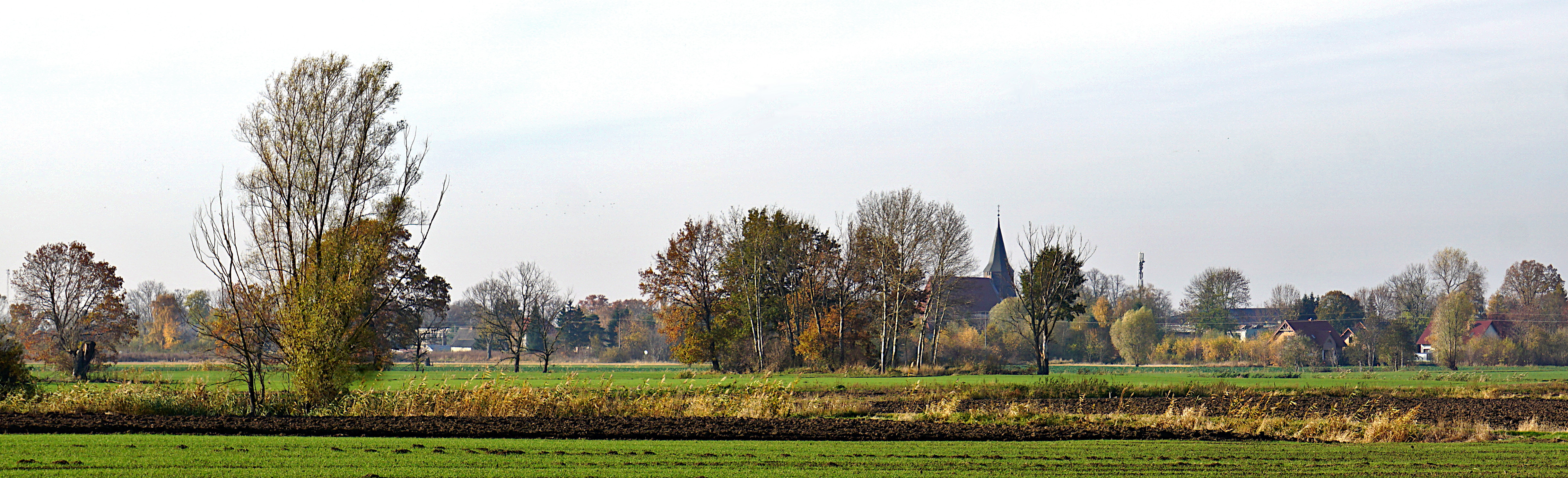
Panorama von Groß Zünder

Cedry Wielkie (deutsch Groß Zünder, früher auch Groß Zinde(r); kaschubisch Wiôldżé Cedrë) ist ein Dorf im Powiat Gdański der Woiwodschaft Pommern in Polen. Es ist Sitz der gleichnamigen Landgemeinde.

## Geographische Lage
Das Dorf liegt im ehemaligen Westpreußen, etwa 15 Kilometer östlich von Pruszcz Gdański (Praust) und 20 Kilometer südöstlich von Danzig.

## Geschichte

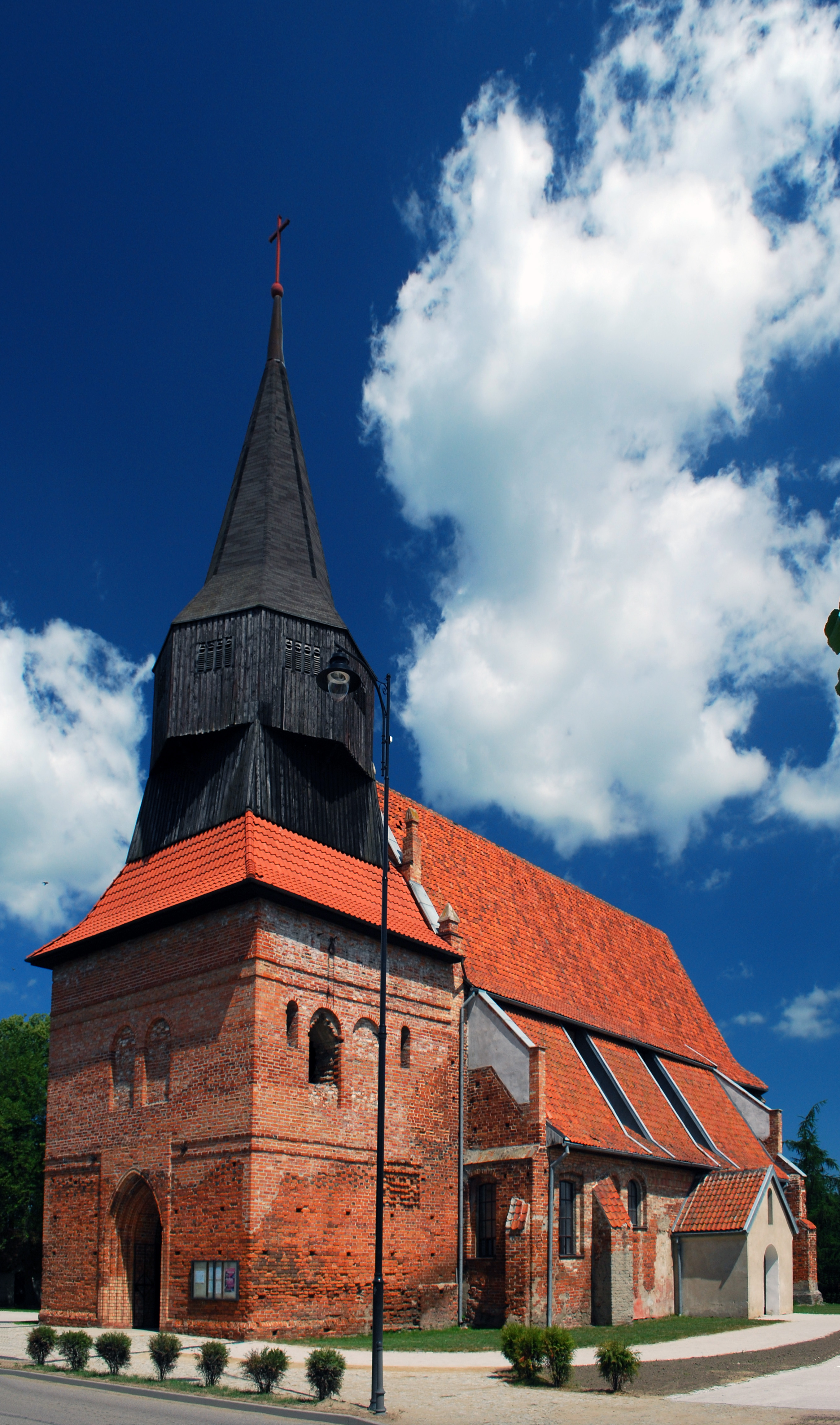
Dorfkirche

Die Dorfkirche geht auf die Deutschordenszeit der 1350er Jahre zurück.
Das Dorf gehörte von 1818 bis 1920 unter dem Namen Groß Zünder zum Landkreis Danzig in der Provinz Westpreußen des Königreichs Preußen (ab Ende 1918 Freistaat Pr.), seit 1871 zum Deutschen Reich. Aufgrund der Bestimmungen des Versailler Vertrags, der nach Ende des Ersten Weltkriegs auf westpreußischem Territorium die Bildung der Freien Stadt Danzig und die Einrichtung des Polnischen Korridors vorsahen, kam Groß Zünder 1920 an die Freie Stadt Danzig. Nach dem Überfall auf Polen kam Groß Zünder völkerrechtswidrig von 1939 bis 1945 zum Landkreis Danzig im Regierungsbezirk Danzig im Reichsgau Danzig-Westpreußen des Deutschen Reichs.
Gegen Ende des Zweiten Weltkriegs wurde die Region im Frühjahr 1945 von der Roten Armee besetzt und mit der südlichen Hälfte Ostpreußens unter polnische Verwaltung gestellt. Die Polen führten für Groß Zünder die Ortsbezeichnung Cedry Wielkie ein. Soweit die Dorfbewohner nicht geflohen waren, wurden sie in der Folgezeit von der örtlichen polnischen Verwaltungsbehörde aus Groß Zünder vertrieben.

### Bevölkerungsentwicklung bis 1945
| Jahr | Einwohner | Anmerkungen    |
| ---- | --------- | -------------- |
| 1816 | 632       | [ 1 ]          |
| 1852 | 688       | [ 2 ]          |
| 1864 | 693       | am 3. Dezember |
| 1905 | 960       | [ 4 ]          |
| 1929 | 857       | [ 5 ]          |

## Sehenswürdigkeiten
- Die heutige Pfarrkirche Heilige Schutzengel war vor dem Zweiten Weltkrieg eine evangelische Kirche. Der gotische Ziegelbau wurde Mitte des 14. Jahrhunderts errichtet; das Langhaus im 15. Jahrhundert dreischiffig erweitert.[6] Nach 1945 wurde das durch den Krieg beschädigte Gebäude wieder aufgebaut. 2010 kehrte die aus dem Jahr 1647 stammende Glocke in den Ort zurück; sie war 1942 zum Einschmelzen nach Hamburg gebracht worden, was jedoch nicht geschah. 2017–2018 wurde eine umfassende Renovierung der Kirche durchgeführt (Stärkung der Fundamente, Renovierung der Fassade, Renovierung des Turms, neues Dach), verbunden mit der Rekonstruktion des Chores und der Empore darüber.
- Neben der Kirche gibt es einige Bauernhäuser aus der Zeit um 1800.[7]

- Im Januar 2013 wurde im Dorf ein Denkmal zum Gedenken an die Opfer des Todesmarsches evakuierter Häftlinge des KZ Stutthof enthüllt.

## Persönlichkeiten
- Franz Doerksen (1860–1930), Mitglied des Deutschen Reichstags.